# La Gloria (Arriaga)
La Gloria es una localidad del estado mexicano de Chiapas. Es parte del municipio de Arriaga.

## Demografía
| Gráfica de evolución demográfica |
|                                  |

| Censo | Población |
| ----- | --------- |
| 1960  | 100       |
| 1970  | 306       |
| 1980  | 768       |
| 1990  | 1 343     |
| 2000  | 1 587     |
| 2010  | 1 801     |
| 2020  | 1 860     |